# Anolis mirus
Anolis mirus — вид ігуаноподібних ящірок родини анолісових (Dactyloidae). Ендемік Колумбії.

## Поширення і екологія
Anolis mirus мешкають на заході Колумбії, в департаменті Вальє-дель-Каука. Вони живуть у вологих рівнинних і гірських тропічних лісах, на висоті від 600 до 1600 м над рівнем моря.